# Calloporina sculpta
Calloporina sculpta är en mossdjursart som beskrevs av Ferdinand Canu och Ray Smith Bassler 1929. Calloporina sculpta ingår i släktet Calloporina och familjen Microporellidae. Inga underarter finns listade i Catalogue of Life.